# Echinohelea moresbyensis
Echinohelea moresbyensis är en tvåvingeart som beskrevs av Debenham 1970. Echinohelea moresbyensis ingår i släktet Echinohelea och familjen svidknott. Inga underarter finns listade i Catalogue of Life.